# Ernesto Paci
Ernesto Paci (Lercara Friddi, 6 febbraio 1887 – Palermo, 26 luglio 1934) è stato un astronomo e presbitero italiano.

## Biografia
Compì gli studi al Seminario arcivescovile di Palermo e fu parroco di Maria Santissima della Neve a Lercara Friddi. Nel 1905 si laureò in matematica presso l'Università degli Studi di Palermo e iniziò la carriera di ricercatore nell'osservatorio astronomico del capoluogo siciliano. Dal 1913 al 1921 prese servizio presso l'osservatorio astrofisico di Catania, dove fu anche direttore. Fu lo scopritore di un oggetto celeste che scelse di chiamare con il nome di "Stella Pacis".
Interruppe l'attività di ricerca per motivi di salute e dal quel momento si dedicò all'insegnamento nelle scuole superiori. Gli venne assegnata una cattedra di matematica e fisica nell'Istituto tecnico "Filippo Parlatore" e poi al liceo classico "Umberto I". Venne elevato a canonico della cattedrale di Palermo dal cardinale Luigi Lavitrano.
A Palermo, dove morì nel 1934, gli è stata intitolata una via.